# Bahnstrecke Benešov u Prahy–Dolní Kralovice
| Kursbuchstrecke (SŽ): | 222                                          |                                        |                                  |
| Streckenlänge: | 46,861 km                                    |                                        |                                  |
| Spurweite: | 1435 mm (Normalspur)                         |                                        |                                  |
| Streckenklasse: | C3 (Benešov–Vlašim) C2 (Vlašim–Tr. Štěpánov) |                                        |                                  |
| Maximale Neigung: | 25 ‰                                         |                                        |                                  |
| Streckengeschwindigkeit: | 60 km/h                                      |                                        |                                  |
| |                                              |                                        |                                  |
| \| \| \| von Praha hl. n. (vorm. KFJB) \| \| \| \| 0,000 \| Benešov u Prahy früher Beneschau \| 365 m \| \| \| \| nach České Velenice (vorm. KFJB) \| \| \| \| 3,921 \| Myslíč \| 385 m \| \| \| 5,913 \| Struhařov früher Struhařow \| 425 m \| \| \| 7,853 \| Dobříčkov \| 470 m \| \| \| 10,225 \| Postupice früher Jemnischt-Postupitz \| 435 m \| \| \| 12,520 \| Městečko u Benešova \| 400 m \| \| \| \| Chotýšanka \| \| \| \| 14,340 \| Lhota Veselka \| 410 m \| \| \| 16,590 \| Domašín früher Bruck-Damaschin \| 430 m \| \| \| 20,560 \| Znosim \| 365 m \| \| \| \| Blanice \| \| \| \| 22,837 \| Vlašim früher Wlaschim \| 390 m \| \| \| 23,550 \| Vlašim zastávka \| 390 m \| \| \| 27,579 \| Bolina \| 470 m \| \| \| 29,167 \| Zdislavice früher Zdislawitz \| 440 m \| \| \| 33,037 \| Trhový Štěpánov früher Trhowý Štěpánow \| 385 m \| \| \| 35,750 \| Dubějovice \| Dubějovice \| \| \| 37,618 \| Sedmpány früher Sedumpan H. \| Sedmpány früher Sedumpan H. \| \| \| 40,596 \| Keblov früher Keblau \| Keblov früher Keblau \| \| \| \| Talsperre Švihov \| \| \| \| 43,450 \| Borovsko früher Borowsko \| Borovsko früher Borowsko \| \| \| 46,861 \| Dolní Kralovice früher Unter Kralowitz \| 371 m \| |                                              |                                        |                                  |
| Strecke |                                              | von Praha hl. n. (vorm. KFJB)          | von Praha hl. n. (vorm. KFJB)    |
| Bahnhof | 0,000                                        | Benešov u Prahy früher Beneschau       | 365 m                            |
| Abzweig geradeaus und nach rechts |                                              | nach České Velenice (vorm. KFJB)       | nach České Velenice (vorm. KFJB) |
| Haltepunkt / Haltestelle | 3,921                                        | Myslíč                                 | 385 m                            |
| Haltepunkt / Haltestelle | 5,913                                        | Struhařov früher Struhařow             | 425 m                            |
| Haltepunkt / Haltestelle | 7,853                                        | Dobříčkov                              | 470 m                            |
| Bahnhof | 10,225                                       | Postupice früher Jemnischt-Postupitz   | 435 m                            |
| Haltepunkt / Haltestelle | 12,520                                       | Městečko u Benešova                    | 400 m                            |
| Brücke |                                              | Chotýšanka                             | Chotýšanka                       |
| Haltepunkt / Haltestelle | 14,340                                       | Lhota Veselka                          | 410 m                            |
| Haltepunkt / Haltestelle | 16,590                                       | Domašín früher Bruck-Damaschin         | 430 m                            |
| Haltepunkt / Haltestelle | 20,560                                       | Znosim                                 | 365 m                            |
| Brücke |                                              | Blanice                                | Blanice                          |
| Bahnhof | 22,837                                       | Vlašim früher Wlaschim                 | 390 m                            |
| Haltepunkt / Haltestelle | 23,550                                       | Vlašim zastávka                        | 390 m                            |
| Haltepunkt / Haltestelle | 27,579                                       | Bolina                                 | 470 m                            |
| Haltepunkt / Haltestelle | 29,167                                       | Zdislavice früher Zdislawitz           | 440 m                            |
| Kopfbahnhof Strecke ab hier außer Betrieb | 33,037                                       | Trhový Štěpánov früher Trhowý Štěpánow | 385 m                            |
| Haltepunkt / Haltestelle (Strecke außer Betrieb) | 35,750                                       | Dubějovice                             | Dubějovice                       |
| Haltepunkt / Haltestelle (Strecke außer Betrieb) | 37,618                                       | Sedmpány früher Sedumpan H.            | Sedmpány früher Sedumpan H.      |
| Haltepunkt / Haltestelle (Strecke außer Betrieb) | 40,596                                       | Keblov früher Keblau                   | Keblov früher Keblau             |
| Brücke (Strecke außer Betrieb) |                                              | Talsperre Švihov                       | Talsperre Švihov                 |
| Haltepunkt / Haltestelle (Strecke außer Betrieb) | 43,450                                       | Borovsko früher Borowsko               | Borovsko früher Borowsko         |
| Kopfbahnhof Streckenende (Strecke außer Betrieb) | 46,861                                       | Dolní Kralovice früher Unter Kralowitz | 371 m                            |

Die Bahnstrecke Benešov u Prahy–Dolní Kralovice ist eine Eisenbahnverbindung in Tschechien, die ursprünglich als landesgarantierte Lokalbahn Beneschau–Wlaschim–Unter Kralowitz (tschech.: Místní dráha Benešov–Vlašim–Dolní Královice) erbaut und betrieben wurde. Sie zweigt in Benešov u Prahy von der Bahnstrecke České Velenice–Praha ab und führt in Mittelböhmen über Vlašim nach Trhový Štěpánov. Die weitere Strecke bis Dolní Kralovice wurde 1975 wegen des Baues der Talsperre Švihov stillgelegt und abgebaut.
Nach einem Erlass der tschechischen Regierung ist die Strecke seit dem 20. Dezember 1995 als regionale Bahn („regionální dráha“) klassifiziert.

## Geschichte
Am 4. März 1895 wurde die Konzession zum Baue und Betriebe einer normalspurigen Localbahn von Beneschau nach Wlaschim erteilt. Diese Strecke von Benešov u Prahy nach Vlašim wurde am 15. Dezember 1895 eröffnet. Am 27. November 1899 wurde der Aktiengesellschaft Localbahn Beneschau–Wlaschim auch deren Verlängerung bis Dolní Kralovice per Gesetz genehmigt. Am 11. Oktober 1902 wurde die Strecke bis Dolní Královice in Betrieb genommen.

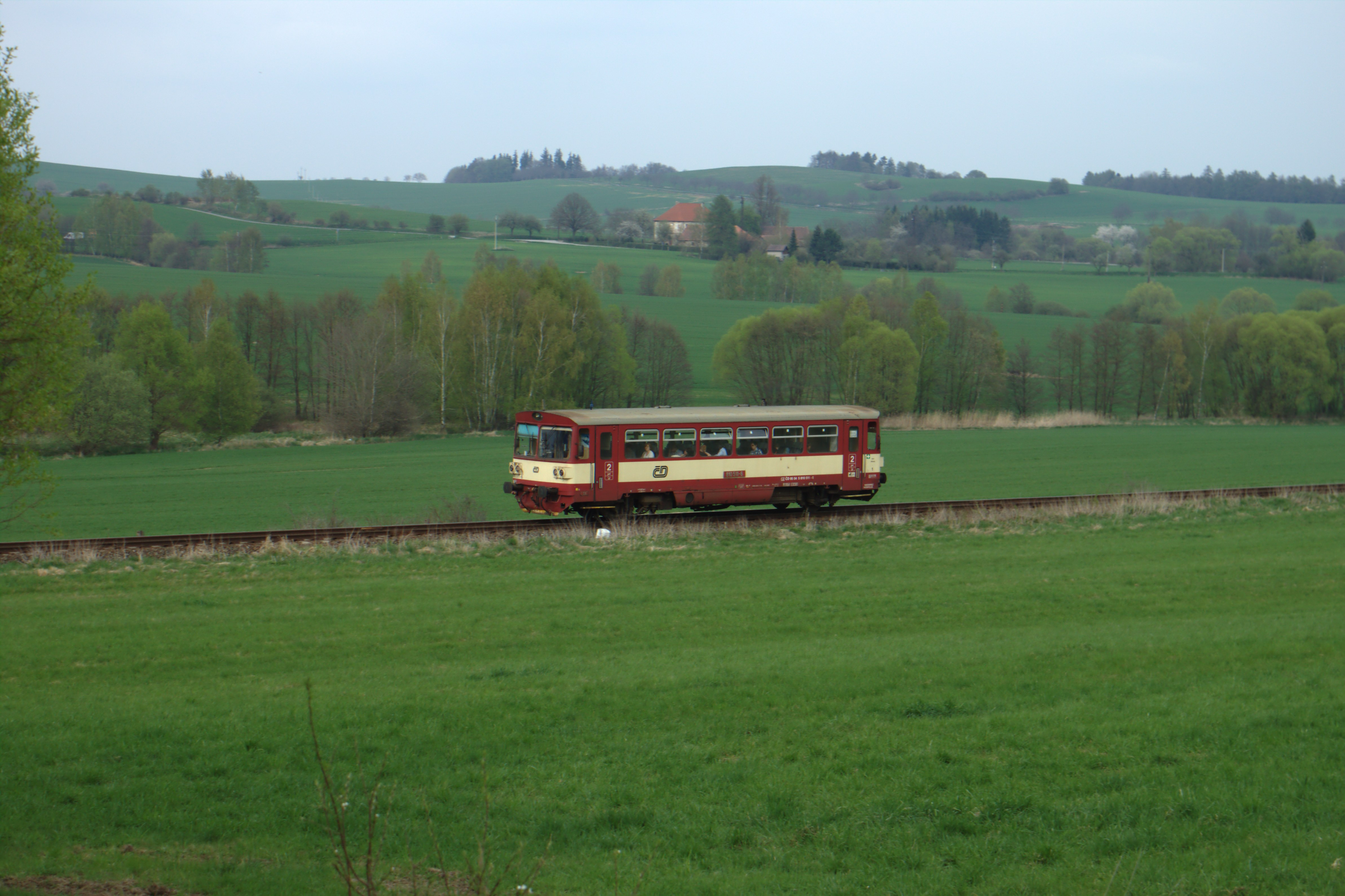
Reisezug bei Postupice (2013)

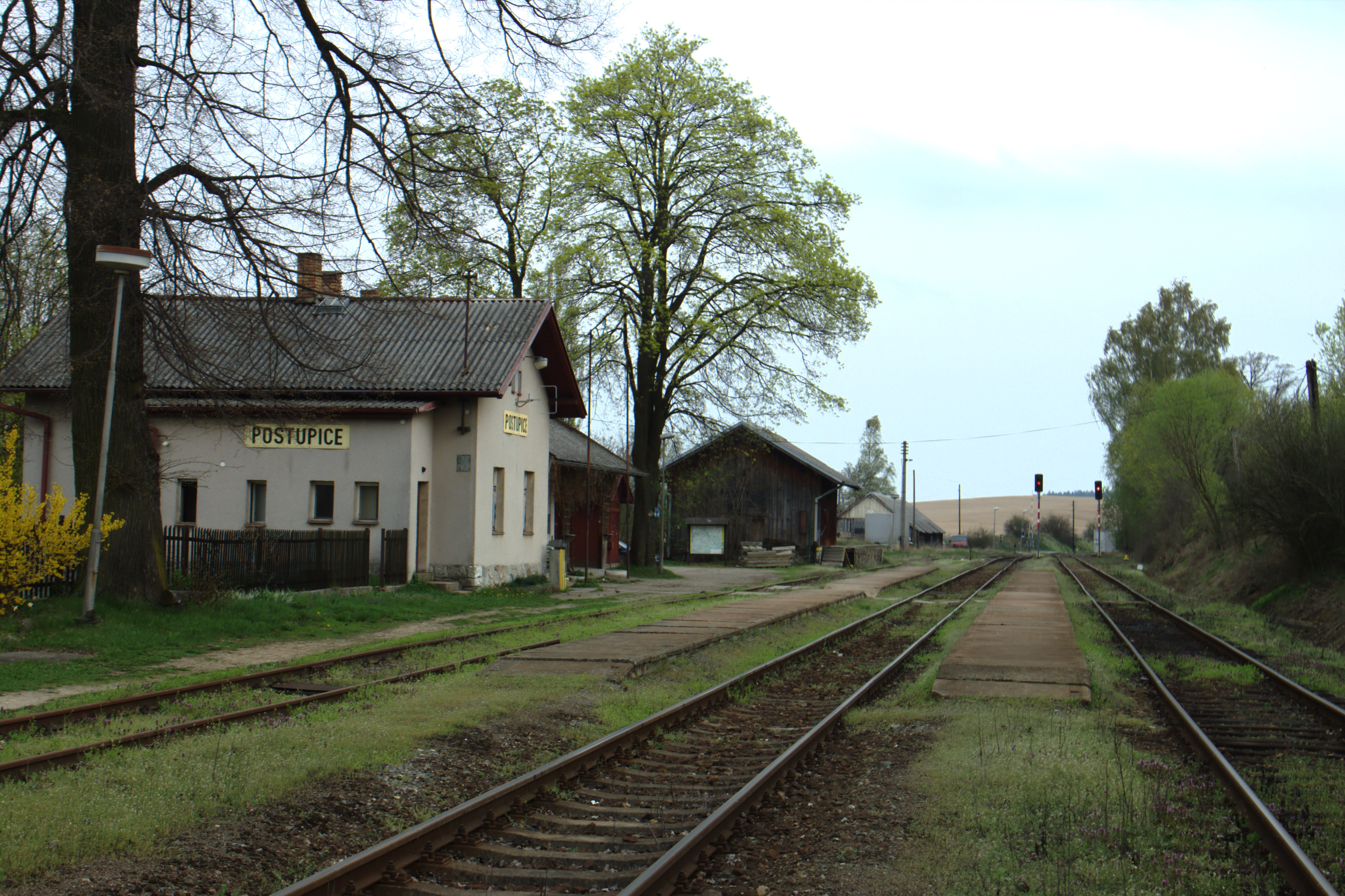
Bahnhof Postupice (2013)

Den Betrieb führten die k.k. Staatsbahnen (kkStB) für Rechnung der Eigentümer aus.
Im Jahr 1912 wies der Fahrplan der Lokalbahn zwei gemischte Zugpaare 2. und 3. Klasse über die Gesamtstrecke aus. Zwei weitere verkehrten nur zwischen Beneschau und Wlaschim. Sie benötigten für die 47 Kilometer lange Strecke etwa drei Stunden.
Nach dem Zerfall Österreich-Ungarns im Oktober 1918 ging die Betriebsführung an die neu gegründeten Tschechoslowakischen Staatsbahnen (ČSD) über. Am 1. Januar 1925 wurde die Lokalbahn Beneschau–Wlaschim–Unter Kralowitz per Gesetz verstaatlicht und die Strecken wurden ins Netz der ČSD integriert.
Am 2. Juli 1932 ereignet sich der schwerste Unfall der Streckengeschichte, als zwischen Domašín und Vlašim zwei Reisezüge frontal zusammenstießen. In den Trümmern der Züge starben neun Menschen, ein weiterer erlag seinen Verletzungen im Krankenhaus. 15 Personen wurden darüber hinaus teils schwer verletzt.
Die Indienststellung moderner Motorzüge durch die ČSD ermöglichte Anfang der 1930er Jahre sowohl eine signifikante Fahrzeitverkürzung als auch eine Verdichtung des Fahrplanes. Der Winterfahrplan von 1937/38 verzeichnete werktags sieben Personenzüge von Benešov nach Dolní Královice, drei weitere verkehrten nur von und nach Vlašim. Fünf Zugpaare waren als Motorzug geführt, die zwischen Benešov nach Dolní Královice zwischen 95 und 100 Minuten benötigten.
Im Zweiten Weltkrieg lag die Strecke zur Gänze im Protektorat Böhmen und Mähren. Betreiber waren jetzt die Protektoratsbahnen Böhmen und Mähren (ČMD-BMB). Am 9. Mai 1945 kam die Strecke wieder vollständig zu den ČSD.
Im August 1974 wurde der Reisezugverkehr auf dem Abschnitt Trhový Štěpánov–Dolní Královice wegen des Baues der Talsperre Švihov eingestellt. Zum 1. Januar 1975 wurde der Streckenabschnitt stillgelegt und später überflutet. Der planmäßige Reiseverkehr zwischen Vlašim und Trhový Štěpánov wurde zum 12. Dezember 2021 eingestellt. 
Zwischen Benešov u Prahy und Vlašim besteht im Fahrplanjahr 2022 ein zweistündlicher Taktfahrplan, der im werktäglichen Berufsverkehr zu einem Stundentakt verdichtet ist.

## Fahrzeugeinsatz
Für Rechnung der Lokalbahn Beneschau–Wlaschim–Unter Kralowitz beschafften die kkStB vier  Lokomotiven der Reihe 97. Die Lokomotiven besaßen die Betriebsnummern 97.84–85 und 214–215.
Der Reiseverkehr wird heute mit Triebwagen der ČD-Baureihe 810 abgewickelt.